# 格施塔德
格施塔德（Gstaad，/ɡəˈʃtɑːd, ɡəˈstɑːd/ gə-S(H)TAHD，德語：[kʃtaːt]）是瑞士西南部伯恩州德语区的一个小镇。它隶属于萨嫩市镇，是著名的主要滑雪胜地，深受上流社会和国际名流的欢迎。羅西學院的冬季校区就设在格施塔德。格施塔德人口约9200人，位于海拔1050米处。

## 历史

航拍图 (1949年)

在中世纪时期，它曾是萨嫩区（Gessenay）的一部分，隶属于萨伏依格吕耶尔伯爵领地。镇中心在通往瓦莱州和沃州的小道分岔处发展起来。到13-14世纪，这里已有一家旅馆、一个储存贸易货物的仓库以及用于帮助拉货车翻越阿尔卑斯山隘的牛。镇上的圣尼古拉斯教堂（St. Nicholas chapel）建于1402年，其壁画则来自15世纪下半叶。在1898年的大火之前，该镇以畜牧业和农业为主。之后，小镇重建以支持日益增长的旅游业。1905年因为蒙特勒-伦克因西门塔尔线的修建以及滑雪道的建设（萨嫩滑雪俱乐部于1905年成立，格施塔德滑雪俱乐部紧随其后于1907年成立）从而推动了旅游业的发展。格施塔德的第一所滑雪学校于1923年开办。雄鹰滑雪俱乐部（Eagle Ski Club）于1957年成立，由第七代沃里克伯爵查尔斯·格雷维尔资助。在短时间内，该地区便拥有了超过1000个酒店床位。
当地居民、酒店经营者、店主和旅游局共同努力将格施塔德推向国际舞台。他们支持建造溜冰场、网球场、游泳池、跳台滑雪场以及滑雪和徒步区。富尼（Funi）的第一批滑雪缆车于1934-44年间开放，随后又建了许多厢式缆车、滑雪缆车和吊椅缆车。格施塔德皇宫酒店于1913年开业，成为格施塔德首家豪华酒店。1942年，萨嫩-格施塔德机场为军事和民用航空开放，后来增加了直升机游览，1980年起还提供热气球飞行。在两次世界大戰和大萧条期间，旅游业遭受重创，许多酒店倒闭。二战后，许多大型酒店仍然关闭，但被大量较小的非酒店住宿（如小木屋、公寓楼、住宅）所取代。大部分现代度假村和小型酒店都采用木质结构，并保留了传统的设计元素。
格施塔德马球俱乐部成立于1992年，而格施塔德游艇俱乐部则成立于1998年。

## 气候
根据柯本气候分类法，格施塔德属于温带大陆性湿润气候，在气候图上缩写为Dfb。
| 格施塔德 (1981–2010)     | 格施塔德 (1981–2010) | 格施塔德 (1981–2010) | 格施塔德 (1981–2010) | 格施塔德 (1981–2010) | 格施塔德 (1981–2010) | 格施塔德 (1981–2010) | 格施塔德 (1981–2010) | 格施塔德 (1981–2010) | 格施塔德 (1981–2010) | 格施塔德 (1981–2010) | 格施塔德 (1981–2010) | 格施塔德 (1981–2010) | 格施塔德 (1981–2010) |
| 月份                     | 1月                  | 2月                  | 3月                  | 4月                  | 5月                  | 6月                  | 7月                  | 8月                  | 9月                  | 10月                 | 11月                 | 12月                 | 全年                 |
| ------------------------ | -------------------- | -------------------- | -------------------- | -------------------- | -------------------- | -------------------- | -------------------- | -------------------- | -------------------- | -------------------- | -------------------- | -------------------- | -------------------- |
| 平均高温 °C（°F）        | 2.9 (37.2)           | 4.6 (40.3)           | 8.5 (47.3)           | 12.3 (54.1)          | 17.3 (63.1)          | 20.7 (69.3)          | 23.3 (73.9)          | 22.6 (72.7)          | 19.0 (66.2)          | 14.7 (58.5)          | 7.8 (46.0)           | 3.5 (38.3)           | 13.1 (55.6)          |
| 日均气温 °C（°F）        | −3.3 (26.1)          | −2.1 (28.2)          | 1.9 (35.4)           | 5.8 (42.4)           | 10.4 (50.7)          | 13.6 (56.5)          | 15.7 (60.3)          | 15.2 (59.4)          | 11.8 (53.2)          | 7.5 (45.5)           | 1.4 (34.5)           | −2.4 (27.7)          | 6.3 (43.3)           |
| 平均低温 °C（°F）        | −7.8 (18.0)          | −7.2 (19.0)          | −3.5 (25.7)          | −0.1 (31.8)          | 4.2 (39.6)           | 7.0 (44.6)           | 9.3 (48.7)           | 8.9 (48.0)           | 5.9 (42.6)           | 2.3 (36.1)           | −2.8 (27.0)          | −6.2 (20.8)          | 0.8 (33.4)           |
| 平均降水量 mm（）        | 108 (4.3)            | 105 (4.1)            | 98 (3.9)             | 89 (3.5)             | 125 (4.9)            | 151 (5.9)            | 143 (5.6)            | 144 (5.7)            | 104 (4.1)            | 98 (3.9)             | 98 (3.9)             | 118 (4.6)            | 1,382 (54.4)         |
| 平均降水天数（≥ 1.0 mm） | 10.8                 | 9.9                  | 11.9                 | 11.2                 | 14.4                 | 13.9                 | 12.8                 | 13.0                 | 10.5                 | 10.5                 | 10.4                 | 11.3                 | 140.6                |
| 来源：MeteoSwiss         |                      |                      |                      |                      |                      |                      |                      |                      |                      |                      |                      |                      |                      |

## 旅游业

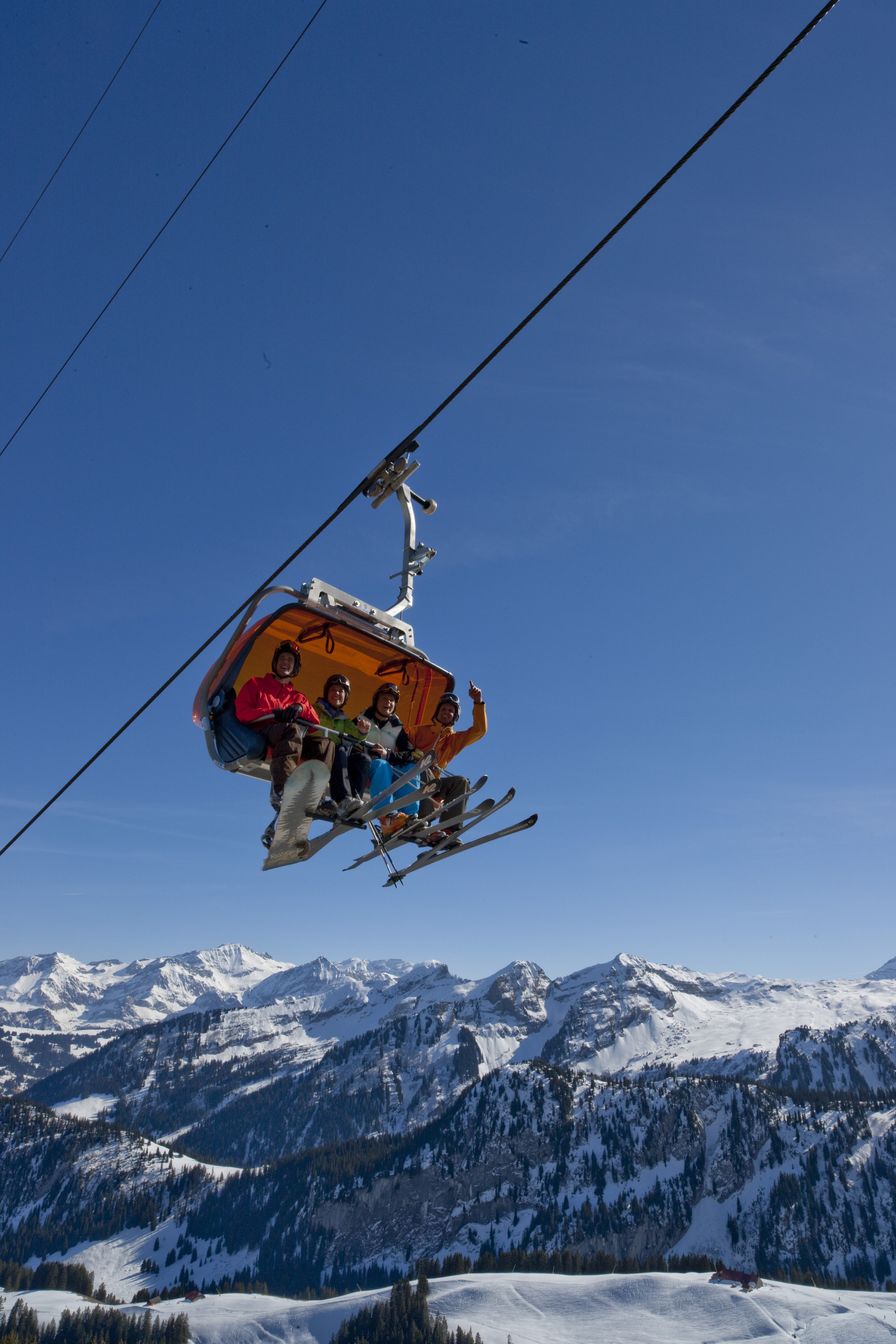
Chalberhöni山区铁路

格施塔德坐落于伯尔尼高地，是阿尔卑斯山一个大型滑雪场的所在地（拥有220公里的雪道）。村庄中心是一条风景如画的步行街，街道两旁林立着众多商店、餐厅、艺术画廊和酒店。这条无车步行街增强了村庄的宁静氛围，让游客可以在不受车辆干扰的情况下，悠闲地探索其传统的木制小屋和高档精品店。 路易威登、爱马仕、蕭邦錶、Brunello Cucinelli、普拉达、盟可睐、拉夫·劳伦和卡地亞等设计师品牌都在格施塔德设有专卖店，同时许多较小的精品店也出售如蔻依、杜嘉班纳、Tod’s、博柏利、迪奥、奥斯卡·德拉伦塔和马克·雅各布森等品牌。

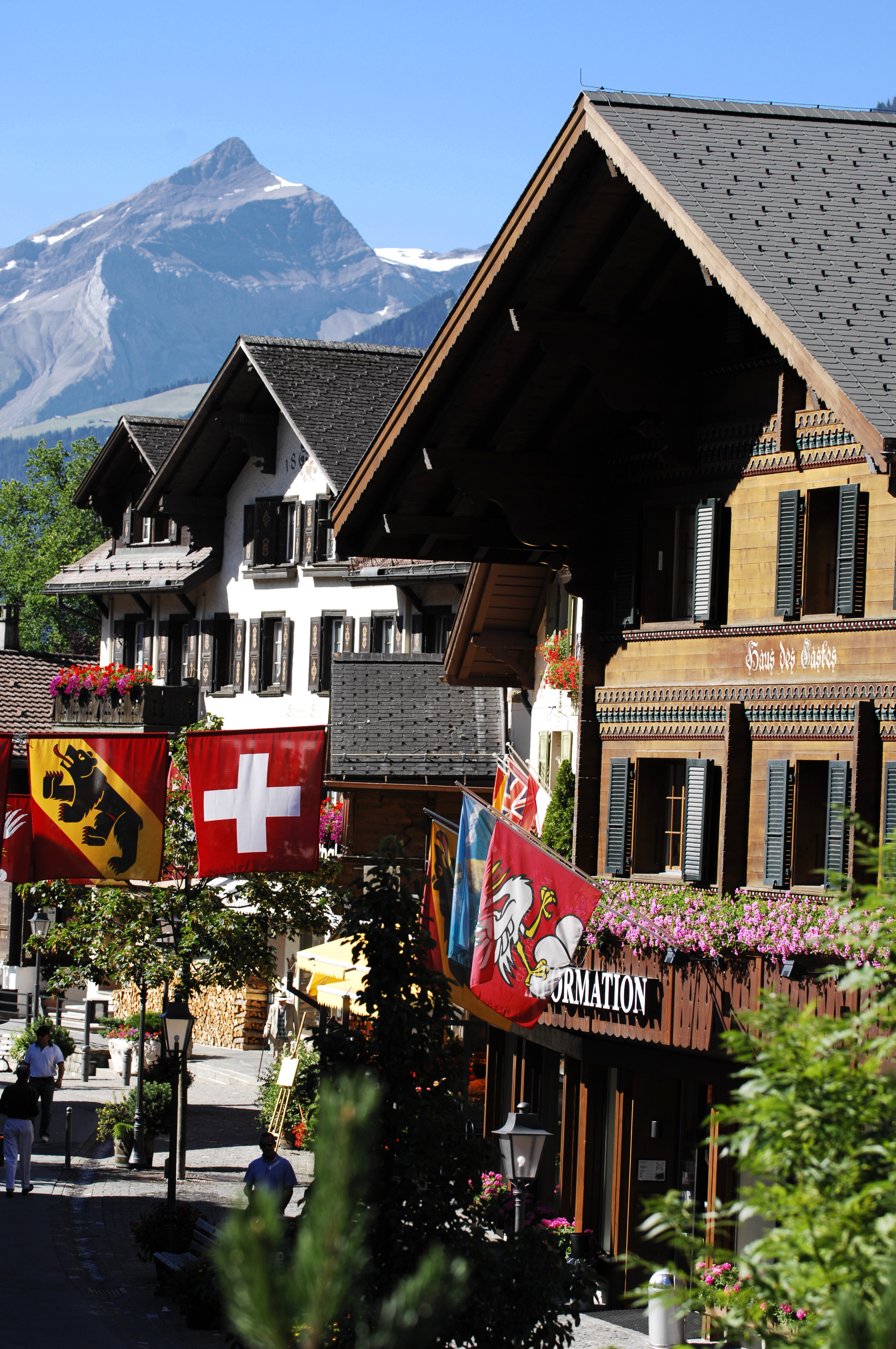
格施塔德步行街

格施塔德以其难度各异的步行和远足小径而闻名，山间的空气和氛围吸引着来自世界各地的游客全年到访。格施塔德也以其滑雪、越野滑雪雪道和冬季远足小径而闻名。冰川3000（Glacier 3000）是一个主要景点，保证从12月到次年3月都有雪，并提供独特的高海拔体验，包括建设有世界上第一座连接两座山峰的悬索桥，可以欣赏到马特洪峰和勃朗峰的景色。
格施塔德在1960年代被《时代》杂志称为“那个地方”（The Place），因其著名的兼职居民和度假者而广为人知。

### 酒店
格施塔德以其豪华酒店而闻名，其中包括公园大酒店（Grand Hotel Park）、阿尔皮纳格施塔德酒店、格施塔德皇宫酒店、贝尔维尤大酒店（Grand Hotel Bellevue）、奥尔登酒店（Hotel Olden）和彩虹酒店（Arc En Ciel）。2019年7月，彩虹酒店因直接向其印度客人发布一份规则通知而受到歧视指责，随后道歉。

### 定期活动

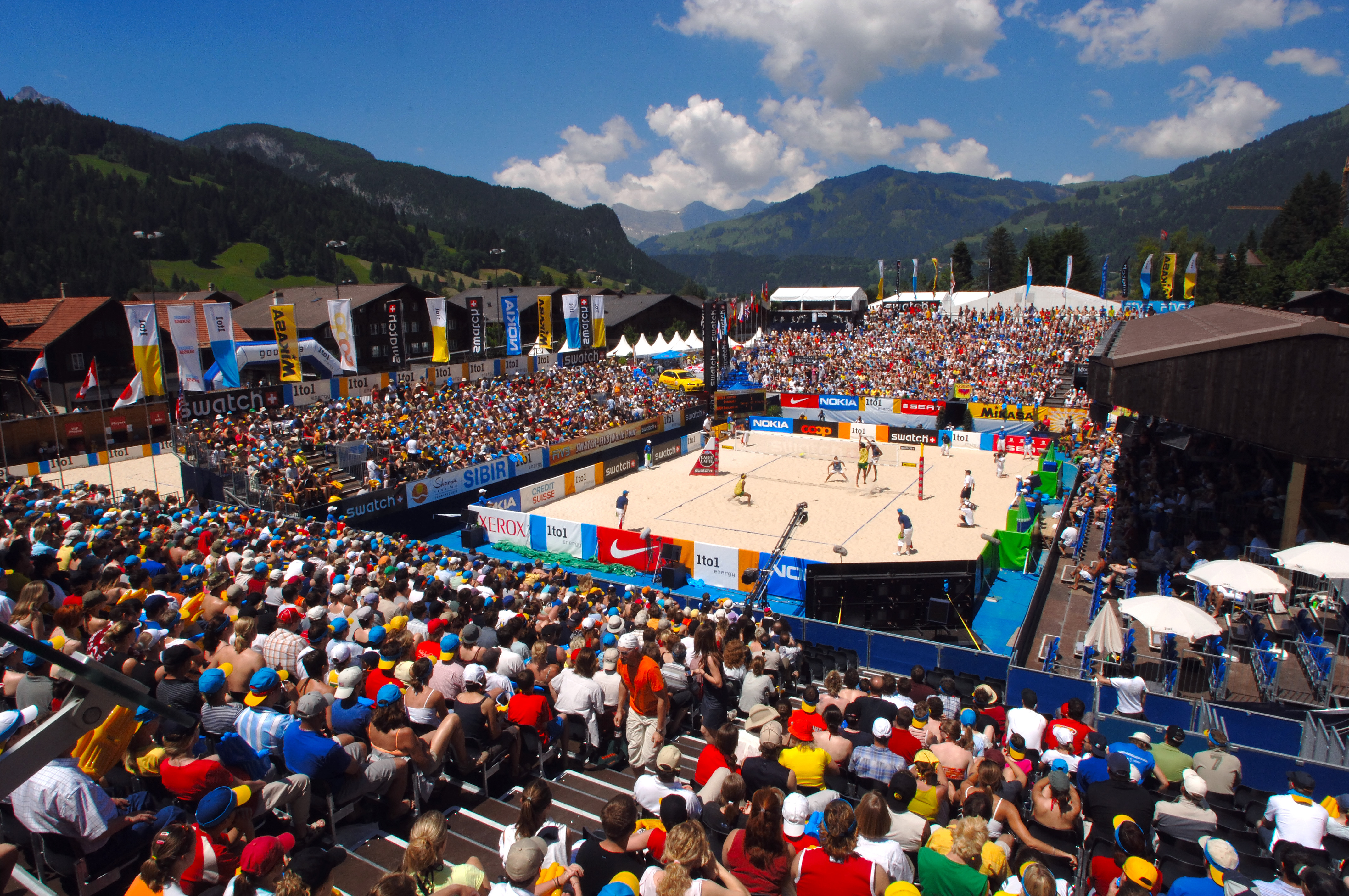
格施塔德沙滩排球锦标赛 — 赛场：罗伊·埃默森体育馆

在格施塔德，会举办以下定期活动：
- 由卡罗琳·穆拉公主（英语：Princess Caroline Murat）举办的格施塔德新年音乐节
- 格施塔德音乐峰会古典音乐冬季系列
- 雪地自行车节，一项冬季雪地自行车活动
- 世界沙滩排球职业巡回赛分站赛
- 瑞士公开赛，网球锦标赛
- 格施塔德女子网球锦标赛，网球锦标赛
- 格施塔德梅纽因音乐节，古典音乐节
- 宇舶马球金杯赛，马球锦标赛
- 格施塔德乡村音乐之夜
- 9月的格施塔德步行街派对
- 12月的圣诞市集马戏团
- 1月的国际热气球周
- 1月的格施塔德山地骑行公开赛

## 教育
几所寄宿学校位于格施塔德或在此设有校区：
- 羅西學院
- 约翰·F·肯尼迪国际学校
- 格施塔德国际学校，原位于格施塔德，于2014年6月关闭。计划将改建为一所全男子学校——Surval格施塔德（英语：Surval Gstaad）。

## 体育
格施塔德是2025年环瑞士女子自行车赛第一赛段的起点和终点。获胜者是瑞士车手瑪爾倫·羅伊塞爾。